# Марія Медічі
Марія Медічі (італ. Maria de' Medici, фр. Marie de Médicis; 26 квітня 1573, Флоренція — 3 липня 1642, Кельн) — королева Франції з 1600 року. З 1610 до 1617 року — регентка Франції. Походила з династії Медічі.

## Життєпис
Народилася у Флоренції. Була дочкою Франческо I Медічі та Іоанни Габсбург. У 1600 році вийшла заміж за Генріха IV, короля Франції. Як посаг Франції надано 600 тисяч флоринів.
Після загибелі у 1610 році Генріха IV, Марія Медічі стала регенткою Франції при малолітньому синові Людовику. В цілому її правління відзначалося нестабільністю та боротьбою як корони з магнатами, так й змаганнями між аристократичними групами. За її урядування починає кар'єру Рішельє. У 1617 році ставши повнолітнім, Людовик відсторонив матір від урядування.
Внаслідок бажання відновити свою владу, Марія Медічі, організувала кілька заколотів проти міністрів Людовика XIII — принца Люїня та кардинала Рішельє. Врешті-решт у 1630 році Марія Медічі вимушена була втекти за кордон — спочатку до Брюсселя, потім до Амстердама (1631 рік). Померла Марія Медічі 3 липня 1642 року у Кельні.

## Родина
Чоловік — Генріх IV, король Франції
Діти:
- Людовик XIII, король Франції
- Ізабелла Бурбонська, королева Іспанії
- Крістіна Французька, герцогиня Савойська
- Гастон Орлеанський, герцог Анжуйський та Орлеанський
- Генрієтта Марія Французька, королева-консорт Англії, Шотландії та Ірландії, дружина короля Карла I
- Ніколя Анрі